# فرانتس براخت
فرانتس براخت (انگلیسی: Franz Bracht؛ ۲۳ نوامبر ۱۸۷۷ – ۲۶ نوامبر ۱۹۳۳) یک سیاست‌مدار و وکیل اهل آلمان بود.